# Leprosy Review
Leprosy Review, abgekürzt Lepr. Rev., ist eine wissenschaftliche Fachzeitschrift, die von der Stiftung Lepra veröffentlicht wird. Die Zeitschrift erscheint mit vier Ausgaben im Jahr. Es werden Arbeiten veröffentlicht, die sich mit allen Aspekten von Lepra beschäftigen.
Der Impact Factor lag im Jahr 2014 bei 0,671. Nach der Statistik des ISI Web of Knowledge wird das Journal mit diesem Impact Factor in der Kategorie Dermatologie an 58. Stelle von 63 Zeitschriften, in der Kategorie Infektionskrankheiten an 76. Stelle von 78 Zeitschriften, in der Kategorie Pathologie an 70. Stelle von 76 Zeitschriften und in der Kategorie Tropenmedizin an 17. Stelle von 20 Zeitschriften geführt.